# Солоневич, Борис Лукьянович
Бори́с Лукья́нович Солоне́вич (20 января (1 февраля) 1898, Гродненская губерния, Российская империя — 24 февраля 1989, Глен-Ков, Лонг-Айленд, США) — русский писатель, публицист и общественный деятель, врач, участник скаутского движения, спортсмен-универсал, младший брат Ивана Солоневича.

## Биография
Сын Лукьяна Солоневича, русского публициста, издателя газеты «Северо-Западная жизнь», одного из идеологов западноруссизма. Получил медицинское образование. В 1912 году вступил в скаутскую организацию, где дошёл до звания старшего скаутмастера и являлся помощником начальника скаутов России О. И. Пантюхова. Летом 1917-го Солоневич уехал на каникулы к отцу в Майкоп, где его застал большевистский переворот. Он записался в Добровольческую армию — в офицерскую роту «Спасение Кубани». Помимо участия в боевых действиях, продолжал вести скаутскую работу. Его статья о спорте в этих молодёжных организациях была опубликована в сборнике «Русский Скаут», вышедшем под редакцией Э. Цытовича в Армавире в 1919 году. Известно также, что на территориях, занятых белыми, Солоневич сотрудничал в газетах «Единая Русь», «Кубанское Слово», «Свободная Речь» и «Осваг» (Осведомительное агентство).
В ноябре 1920 г. эвакуировался в Константинополь, но вскоре вернулся в Крым, где продолжил скаутскую деятельность. Работал в Американском Красном кресте. Вместе с братом Иваном жил в Ананьеве под Одессой. В 1922 году Борис Солоневич был арестован ВЧК по обвинению в организации «антисоветских скаутских банд» (по одним данным — это произошло весной 1922-го, по другим — осенью). Срок — 2 года. Благодаря хлопотам друзей и знакомых отсидеть пришлось только год. После отсидки, чтобы не подвергать опасности семью старшего брата, Борис Солоневич переехал в Севастополь, где устроился инструктором физкультуры в Рабоче-Крестьянский Красный Флот. В 1924-м он — инструктор физкультуры Черноморского флота, к концу того же года — инспектор физической подготовки Красного Флота в Москве (почти адмиральская должность, как писал его брат Иван Солоневич). В Москве получил высшее образование, закончив экстерном Государственный институт физической культуры по кафедре врачебного контроля над физкультурой. Здесь женился в конце 1925 (или начале 1926) года на Ирине Пеллингер. Арест 2 июня 1926 года обернулся 8 годами в концлагере на Соловецких островах, но в 1928 году в связи с прогрессирующим заболеванием глаз был отправлен отбывать ссылку сначала в Томск, потом в Орёл. Весной 1932-го — арест, Лубянка, Бутырка. Без предъявления обвинения в коллективном деле по скаутам Солоневич провёл в тюрьме несколько месяцев. Он согласился на предложение старшего брата бежать за границу. Но они заблудились в районе магнитной аномалии,[уточнить] и границу им перейти не удалось.
В 1933 году был арестован вместе с женой, братом и его сыном Юрием при новой попытке к бегству из страны, и отправлен в лагерь «Беломорско-Балтийский комбинат». Профессиональные занятия спортом, прежде всего тяжелой атлетикой и джиу-джитсу, позволили Борису Солоневичу выжить в труднейших условиях лагерного быта, и, кроме того, одновременно с братом и племянником, отбывавшими заключение в другом концлагере, совершить с 26 июля по 8 августа 1934 года побег из Лодейного Поля в Финляндию, пройдя по лесам и болотам Карелии около 150 км.
После двух лет жизни в Финляндии в 1936 году Борис Солоневич переехал в Софию, где участвовал в издании газеты «Голос России», редактором которой был его брат Иван. В газете он печатал, в частности, статьи об истории скаутского движения в России и репрессиях против него советской власти. Сотрудничал с Всероссийской фашистской партией К. В. Родзаевского.
В 1938 году переехал в Германию, порвал с братом из-за его нападок на лидеров эмигрантских организаций, а в 1945 году — в Бельгию. Там он в 1950 году издавал журнал «Родина». Вскоре Борис Солоневич переезжает в Нью-Йорк, где продолжил выпуск журнала (до 1978 года).
К концу жизни потерял зрение. Скончался в доме престарелых Глен-Кове на Лонг-Айленде в 1989. Похоронен на русском кладбище в Ново-Дивееве (пригород Нью-Йорка).
В СССР после побега у Солоневича осталось двое детей от брака с Ириной Пеллингер — сын Георгий (1926 г. рожд.) и дочь Нина (1928 г.р.). После ареста родителей дети остались — по одним данным — на попечении Василисы Григорьевны Кондратьевой, по другим — Льва Пеллингера. Когда арестовали Льва Пеллингера, дети были направлены в детский дом. Георгий — участник Великой Отечественной войны, был награжден медалью «За боевые заслуги» (дважды) и орденом Красной Звезды. В 1951 году Георгий Солоневич был арестован, приговорен к 5 годам ссылки, но Постановлением Особого совещания при МГБ СССР от 14 мая 1952 года освобожден. Нина Солоневич в 1951 году жила в Киеве.
Жена была расстреляна в 1938 году, подверглись репрессиям также оставшиеся в СССР отец Лукьян Солоневич и единокровный брат Евгений (расстреляны в 1938), а также брат жены Лев Пеллингер (расстрелян 22 декабря 1937).
Реабилитирован 20 июля 1989 года Военной прокуратурой Ленинградского военного округа.